# Findel
Findel är en ort i Luxemburg.   Den ligger i distriktet Luxemburg, i den centrala delen av landet, 5 kilometer öster om huvudstaden Luxemburg. Findel ligger 372 meter över havet och antalet invånare är <90.
Byn ligger alldeles invid Luxemburg-Findels internationella flygplats. 
Terrängen runt Findel är huvudsakligen platt, men åt nordväst är den kuperad. Findel ligger uppe på en höjd.  Runt Findel är det ganska tätbefolkat, med 86 invånare per kvadratkilometer.. Närmaste större samhälle är Luxemburg, 5,4 kilometer väster om Findel. 
Omgivningarna runt Findel är en mosaik av jordbruksmark och naturlig växtlighet.